# 北和炎帝庙
北和炎帝庙位于山西省长治市上党区北呈乡北和村，1996年1月12日公布为山西省文物保护单位，2013年3月5日公布为第七批全国重点文物保护单位。